# Casa de postes

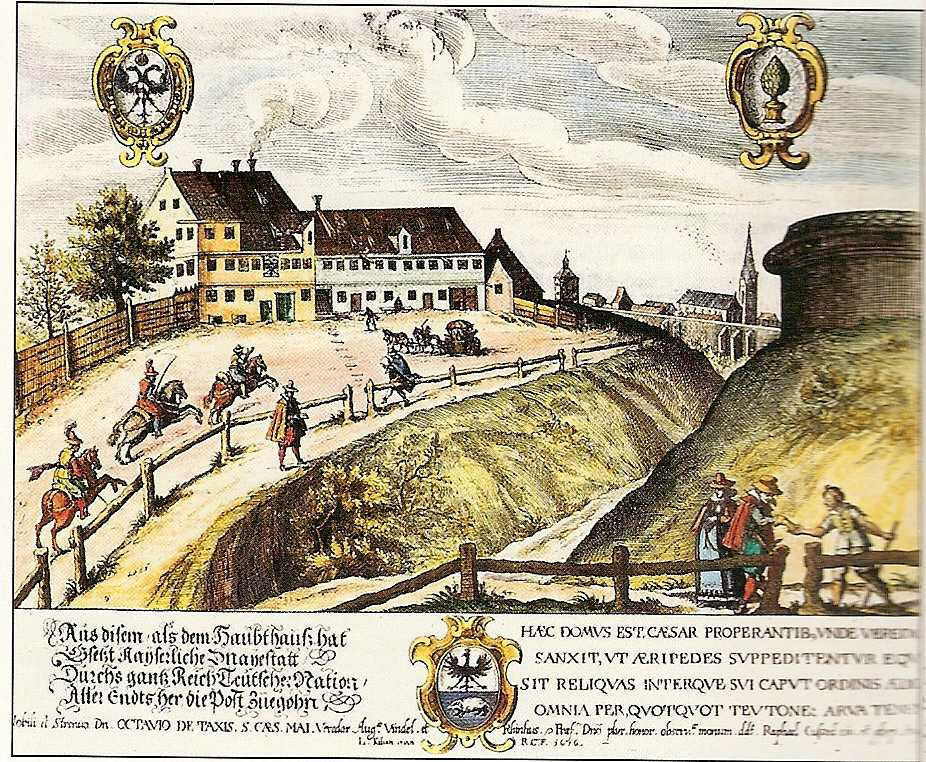
La zona d'extramurs de la ciutat d'Augsburg on es pot veure la posta
(gravat en coure de 1616)

Una posta o casa de postes era un establiment on es duien a terme la presa i canvi de cavalleries i assignació de postillons per als correus, viatgers o bestiar. Les cases de postes es disposaven en les principals poblacions al llarg de les línies de correus i a les vies principals per proveir el subministrament de cavalls necessari per viatjar. Moltes servien també d'aturada de diligències per a viatgers. Sobre la porta de les cases s'hi posava un escut amb les armes reials i un rètol amb grans lletres modelades amb la inscripció «parada de postes».
Les cases de postes eren gestionades pels mestres de postes que tenien a càrrec seu les cavalleries i un o diversos postillons que assignaven als viatgers. Tenien assignades un determinat nombre de cavalleries en funció de les seves atribucions i de la distància fins a la següent casa de postes.
A cada posta hi havia un llibre de matrícula, foliat i rubricat per l'administrador principal de correus en el qual constaven tots els dependents de la posta tant els oficials com els aspirants, amb expressió del seu nom i cognom, edat, poble d'origen, data del seu nomenament i les notes que jutgessin oportunes respecte de la seva conducta i zel en el compliment dels seus deures. En ell es trobava inventariat el bestiar de la parada i els efectes de qualsevol classe que estiguessin destinats al servei.
En les línies generals de primer ordre els mestres de postes tenien a més a més un altre llibre de registre segellat i foliat per la direcció general on els viatgers i correus podien anotar les faltes que advertissin en el servei o l'estat en què es trobés aquella "posta" o qualsevol altra immediata.

## Història
Des de l'antiga Roma van començar a crear-se arreu d'Europa conjuntament amb les posades, quan es va construir el famós sistema de calçades romanes fa dos mil·lennis. Vegeu l'article sobre la mansió romana. Els caravanserralls eren instal·lacions fins a cert punt equivalents, destinades en orient a acollir caravanes.
El 1344 a les ordinacions de Pere el Cerimoniós es va instituir que hi hagués 20 correus per portar les seves cartes.